# UAE (émulateur)
UAE ou Unix Amiga Emulator, est un émulateur multi-plateforme  des micro-ordinateurs Amiga de la marque Commodore, dont la première version est sortie en 1995 et qui continue à évoluer de nos jours à travers des dérivés toujours actifs.
Ce logiciel émule l'ensemble des composants matériels du système et possède même ses propres ajouts (montage du système de fichier hôte, carte graphique haute résolution RTG, etc...).
Les principaux dérivés sont :
- WinUAE, c'est la version qui pousse l'essentiel de l'amélioration de la qualité d'émulation à travers le travail de Toni Wilen ;
- FS-UAE, basé sur WinUAE et possède une interface orientée jeux ;
- UAE4all, optimisé pour fonctionner sur des systèmes à faible puissance et possède une interface utilisable au joystick. Elle est surtout portée sur les consoles ancienne génération ou consoles portables. La version 2 supporte le montage des disques durs et émule les systèmes AGA ;
- UAE4ARM, optimisé pour les systèmes à base de processeurs ARM grâce à son cœur d'émulation JIT. Elle peut donc être utilisée autant pour du jeux que pour des utilitaires sur des machines type Raspberry.